# Blesk zdraví
Blesk zdraví je český tematický časopis. Na trh jej vydavatelství Czech News Center v březnu 2006 jako čtvrtletník. Od 29. srpna 2007 začal vycházet v měsíční periodě. 
Titul se zaměřuje se na témata spojená se zdravým životním stylem, fitness, psychologií a zahrnuje i rady odborníků na konkrétní problémy. Obsahuje pravidelné rubriky, např. téma měsíce, rozhovor, prevence, knihovna, horoskop a další.